# Cacia guttata
Cacia guttata là một loài bọ cánh cứng trong họ Cerambycidae.